# 魯扎 (切梅里夫齊區)
48°51′43″N 26°20′14″E / 48.86194°N 26.33722°E
魯扎（烏克蘭語：Ружа），是烏克蘭西部的村莊，隸屬赫梅利尼茨基州的卡緬涅茨-波多利斯基區。該村面積1.08平方公里，海拔高度261米，2001年人口286，人口密度每平方公里263.8人。